# 20604 Врішікпатіл
20604 Врішікпатіл (20604 Vrishikpatil) — астероїд головного поясу, відкритий 8 вересня 1999 року.
Тіссеранів параметр щодо Юпітера — 3,516.